# Nototriche diminutiva
Nototriche diminutiva là một loài thực vật có hoa trong họ Cẩm quỳ. Loài này được (F. Phil.) Johnst. mô tả khoa học đầu tiên năm 1938.